# 横浜市立下永谷小学校
横浜市立下永谷小学校（よこはましりつ しもながやしょうがっこう）は、神奈川県横浜市港南区にある公立小学校。通称「下小」

## 沿革
- 1968年（昭和43年） - 横浜市立桜岡小学校から独立開校
- 1969年（昭和44年） - 校章を制定
- 1970年（昭和45年） - プール完成
- 1973年（昭和48年） - 校歌制定
- 1983年（昭和58年） - 学校図書館完成
- 1988年（昭和63年） - 横浜市教育委員会徳育実践推進校に指定
- 2000年（平成12年） - はまっ子ふれあいスクール開校
- 2007年（平成19年） - パイオニアスクールよこはま指定校に認定
- 2018年（平成30年） - 創立50周年式典[1]

## 教育目標
- 向き合って、学びあって、未来をつくる下永谷[2]
- 知：自分から問題を見つけ、進んで考え、表現する子を育てます
- 徳：自分のよさに気付き、たくましく生きる子を育てます
- 体：心と体を鍛え、自他の命を大切にする子を育てます
- 公：人や自然と関わり、人や自然にやさしい子を育てます
- 開：様々な人とのコミュニケーションを大切にし、広い視野をもって行動できる子を育てます

## 交通アクセス
- 電車 - 京急線・横浜市営地下鉄ブルーライン　上大岡駅下車　徒歩15分
- バス - 京急バス　桜台下車　徒歩5分